# مسجد الشاكرين
مسجد الشاكرين مسجد ماليزي ذو عمارة إسلامية حديثة ويقع بالقرب من باحة مركز تسوق كوالالمبور. يتميز المسجد بأعمدته ذوات النهايات الهرمية واللون الأزرق الحديدي المزين له. يتكون المسجد من طابقين اثنين، وتقع الحمامات والمواضئ الرئيسة في الطابق السفلي، وتوجد أيضًا في هذا الطابق بقالة صغيرة تبيع الحلويات والمشوربات الباردة.أما في الطابق العلوي يكمن المُصلى الرئيس، وباحة واسعة للمصلين. كان في السابق يتسع لحوالي 6,000 مصلٍ، إلا أنه في عام 2009 وُسع ليتسع لـ 12,000 مصلٍ، كما أن صوت أذانه يصل باحة مركز تسوق كوالالمبور، ويمتلأ يوم الجمعة حيث يقصده الكثيرون ممن هم بالقرب منه.